# Mon Camarade
Mon Camarade era una rivista mensile, poi quindicinale infine settimanale francese di fumetti e informazione per ragazzi creata nel giugno 1933 dalla Federation d’enfants ouvriers et paysans di Parigi in collaborazione con l'Association des escrivains et artistes rivolutionnaires (AEAR). Il sottotitolo della rivista era Journal pour enfants. Il primo caporedattore della rivista fu Georges Sadoul.
A partire dalla seconda metà del 1935, Mon Camarade fu pubblicato dalle Éditions Sociales Internationales (ESI), di cui Léon Moussinac era allora ufficialmente direttore.
La Fédération d'enfants ouvriers et paysans era una organizzazione legata al Partito Comunista Francese che nel 1933 fondò il giornale Mon Camarade. Questo giornale fu creato in un contesto di esplosiva agitazione sociale, quando la crisi aveva colpito la Francia e la disoccupazione era salita alle stelle. I movimenti sociali di operai e contadini scoppiarono in tutto il Paese. Il PCF adottò la linea antisocialista dei bolscevichi, ma i suoi iscritti erano in forte calo e i suoi risultati elettorali erano i peggiori dalla sua fondazione. In questo contesto, i primi numeri di Mon Camarade furono fortemente politicizzati. Il periodico aveva una tiratura compresa tra 20.000 e 50.000 copie e il suo contenuto non comprendeva molti fumetti. La linea editoriale era la seguente: dire la verità ai bambini, a differenza dei giornali "borghesi". Ad esempio, gli insegnanti venivano denunciati come crudeli, i programmi scolastici venivano definiti pieni di bugie e la scuola era un'istituzione contraria ai figli dei proletari. Inoltre, venivano pubblicati articoli di propaganda che elogiavano le conquiste dei comuni della periferia rossa e dell'URSS, nonché articoli molto anticlericali incentrati sulla storia e sulla scienza. Nel 1934, il PCF cambiò linea e chiese un fronte popolare antifascista. La linea editoriale di Mon Camarade cambia e diventa meno militante. Più aperto, il giornale pubblica sempre più fumetti e, pur mantenendo un tono antiborghese, le sceneggiature sono più curate, in particolare la serie Les Aventures de Pat'Soum (Le avventure di Pat'Soum), che è di gran lunga la serie di maggior successo della collana Illustré. Nel novembre 1935 fu lanciato un nuovo formato, con l'introduzione di un maggior numero di pagine a fumetti, di storie di fantasia e di giochi. Il giornale reclutò bravi fumettisti, tra cui Bob Dansler, che creò Jim Mystère, la serie più popolare del periodico. Si trattava di un western che ribaltava i cliché del genere, con il cowboy che difendeva i nativi americani e il governo socialista del Messico. Jean Trubert si unisce al giornale nel 1937 e adatta grandi storie d'avventura come Gargantua e Don Chisciotte. Allo stesso tempo, la fantascienza arrivò sulla scena.
Nonostante i temi scottanti della fine degli anni Trenta, il giornale evitò di parlarne troppo, preferendo invece intrattenere i suoi lettori. Il 26 settembre 1939, ritenendo che il PCF si schierasse con Hitler appoggiando il patto tedesco-sovietico, il governo sciolse il partito e la stampa associata, compreso Mon Camarade. La maggior parte delle copie della rivista furono distrutte durante la guerra, per evitare problemi con le forze di occupazione naziste.
Nei sei anni di pubblicazioni vennero stampati 198 numeri:
- dal n° 1 giugno 1933 al n° 24 1935 (mensile)
- n° 25 15 ottobre 1935 al n° 52 1936 (quindicinale)
- n° 53 3 dicembre 1936 al n° 198 1939 (settimanale)

Il 14 settembre 1939 esce nelle edicole l'ultimo giornale prima della chiusura.
Richard Medioni raccontò la storia di Mon Camarade scrivendo due libri dove descriveva come era nata e cresciuta la rivista per ragazzi.